# Plavání na mistrovství Evropy v plaveckých sportech 1983
Závody v plavání na mistrovství Evropy v plaveckých sportech za rok 1983 proběhly v Římě, Itálie ve dnech 20. až 27. srpna 1983.

## Výsledky

### Individuální disciplíny
| Muži                 | Zlato                     | Zlato    | Stříbro                     | Stříbro  | Bronz                            | Bronz    |
| -------------------- | ------------------------- | -------- | --------------------------- | -------- | -------------------------------- | -------- |
| 100 m volný způsob   | Per Johansson (SWE)       | 50,20    | Jörg Woithe (GDR)           | 50,29    | Sergej Smirjagin (URS)           | 50,35    |
| 200 m volný způsob   | Michael Gross (FRG)       | 1:47,87  | Jörg Woithe (GDR)           | 1:50,18  | Thomas Fahrner (FRG)             | 1:50,92  |
| 400 m volný způsob   | Vladimir Salnikov (URS)   | 3:49,80  | Borut Petrič (YUG)          | 3:51,96  | Darjan Petrič (YUG)              | 3:52,60  |
| 1500 m volný způsob  | Vladimir Salnikov (URS)   | 15:08,84 | Borut Petrič (YUG)          | 15:14,54 | Stefan Pfeiffer (FRG)            | 15:16,85 |
| 100 m znak           | Dirk Richter (GDR)        | 56,10    | Vladimir Šemetov (URS)      | 56,38    | Sergej Zabolotnov (URS)          | 56,95    |
| 200 m znak           | Sergej Zabolotnov (URS)   | 2:01,00  | Sándor Wladár (HUN)         | 2:01,61  | Frank Baltrusch (GDR)            | 2:02,46  |
| 100 m motýlek        | Michael Gross (FRG)       | 54,00    | David López-Zubero (ESP)    | 54,77    | Alexej Markovskij (URS)          | 54,81    |
| 200 m motýlek        | Michael Gross (FRG)       | 1:57,05  | Serhij Fesenko (URS)        | 1:59,74  | Paolo Revelli (ITA)              | 1:59,84  |
| 100 m prsa           | Robertas Žulpa (URS)      | 1:03,32  | Adrian Moorhouse (GBR)      | 1:03,37  | Gerald Mörken (FRG)              | 1:04,16  |
| 200 m prsa           | Adrian Moorhouse (GBR)    | 2:17,49  | Albán Vermes (HUN)          | 2:18,27  | Robertas Žulpa (URS)             | 2:18,72  |
| 200 m polohový závod | Giovanni Franceschi (ITA) | 2:02,48  | Jens-Peter Berndt (GDR)     | 2:02,95  | Josef Hladký (TCH)               | 2:03,55  |
| 400 m polohový závod | Giovanni Franceschi (ITA) | 4:20,41  | Jens-Peter Berndt (GDR)     | 4:20,81  | Josef Hladký (TCH)               | 4:23,52  |
| Ženy                 | Zlato                     | Zlato    | Stříbro                     | Stříbro  | Bronz                            | Bronz    |
| 100 m volný způsob   | Birgit Meinekeová (GDR)   | 55,18    | Kristin Ottová (GDR)        | 55,52    | Cornelia van Bentumová (NED)     | 56,61    |
| 200 m volný způsob   | Birgit Meinekeová (GDR)   | 1:59,45  | Astrid Straußová (GDR)      | 2:00,16  | Cornelia van Bentumová (NED)     | 2:00,61  |
| 400 m volný způsob   | Astrid Straußová (GDR)    | 4:08,07  | Anke Sonnenbrodtová (GDR)   | 4:10,37  | Irina Laričevová (URS)           | 4:12,90  |
| 800 m volný způsob   | Astrid Straußová (GDR)    | 8:32,12  | Anke Sonnenbrodtová (GDR)   | 8:37,72  | Sarah Hardcastleová (GBR)        | 8:40,44  |
| 100 m znak           | Ina Kleberová (GDR)       | 1:01,79  | Cornelia Sirchová (GDR)     | 1:02,46  | Carmen Bunaciuová (ROU)          | 1:03,08  |
| 200 m znak           | Cornelia Sirchová (GDR)   | 2:12,05  | Kathrin Zimmermannová (GDR) | 2:13,36  | Larisa Gorčakovová (URS)         | 2:14,41  |
| 100 m motýlek        | Ines Geißlerová (GDR)     | 1:00,31  | Cornelia Politová (GDR)     | 1:00,92  | Cinzia Saviová-Scarponiová (ITA) | 1:01,37  |
| 200 m motýlek        | Cornelia Politová (GDR)   | 2:07,82  | Ines Geißlerová (GDR)       | 2:08,09  | Cornelia van Bentumová (NED)     | 2:12,87  |
| 100 m prsa           | Ute Gewenigerová (GDR)    | 1:08,51  | Sylvia Geraschová (GDR)     | 1:09,62  | Tanja Bogomilovová (BUL)         | 1:10,77  |
| 200 m prsa           | Ute Gewenigerová (GDR)    | 2:30,64  | Sylvia Geraschová (GDR)     | 2:30,67  | Olga Zelenkovová (URS)           | 2:33,10  |
| 200 m polohový závod | Ute Gewenigerová (GDR)    | 2:13,07  | Kathleen Nordová (GDR)      | 2:15,55  | Irina Gerasimovová (URS)         | 2:16,72  |
| 400 m polohový závod | Kathleen Nordová (GDR)    | 4:39,95  | Petra Schneiderová (GDR)    | 4:40,34  | Petra Zindlerová (FRG)           | 4:47,90  |

### Štafety
| Muži                   | Zlato | Zlato   | Stříbro | Stříbro | Bronz | Bronz   |
| ---------------------- | --- | ------- | --- | ------- | --- | ------- |
| 4×100 m volný způsob   | Sovětský svaz (URS) (Sergej Smirjagin, Serhij Krasjuk, Volodymyr Tkačenko, Alexej Markovskij, (r)Alexej Filonov, (r)Vladimir Šemetov)                                        | 3:20,88 | Švédsko (SWE) (Thomas Lejdström, Per Johansson, Per Holmertz, Per Wikström, (r)Rikard Milton, (r)Mikael Örn)                         | 3:22,02 | Východní Německo (GDR) (Jörg Woithe, Dirk Richter, Rainer Sternal, Sven Lodziewski, (r)Lars Hinneburg)                                               | 3:23,02 |
| 4×200 m volný způsob   | Západní Německo (FRG) (Thomas Fahrner, Alexander Schowtka, Andreas Schmidt, Michael Gross, (r)Dirk Korthals, (r)Stefan Pfeiffer)                                             | 7:20,40 | Východní Německo (GDR) (Dirk Richter, Jörg Woithe, Rainer Sternal, Sven Lodziewski, (r)Steffen Liess, (r)Lars Hinneburg)             | 7:23,01 | Itálie (ITA) (Paolo Revelli, Marcello Guarducci, Raffaele Franceschi, Fabrizio Rampazzo, (r)Roberto Bianconi, (r)Metello Savino, (r)Marco Dell'Uomo) | 7:26,01 |
| 4×100 m polohový závod | Sovětský svaz (URS) (Vladimir Šemetov, Robertas Žulpa, Alexej Markovskij, Sergej Smirjagin, (r)Sergej Zabolotnov, (r)Jurij Kis, (r)Konstantin Petrov, (r)Volodymyr Tkačenko) | 3:43,99 | Západní Německo (FRG) (Stefan Peter, Gerald Mörken, Michael Gross, Andreas Schmidt, (r)Peter Knust)                                  | 3:44,79 | Východní Německo (GDR) (Dirk Richter, Sigurd Hanke, Tino Ott, Jörg Woithe)                                                                           | 3:45,54 |
| Ženy                   | Zlato | Zlato   | Stříbro | Stříbro | Bronz | Bronz   |
| 4×100 m volný způsob   | Východní Německo (GDR) (Kristin Ottová, Susanne Linková, Cornelia Sirchová, Birgit Meinekeová)                                                                               | 3:44,72 | Nizozemsko (NED) (Annemarie Verstappenová, Wilhelmina van Velsenová, Elles Voskesová, Cornelia van Bentumová)                        | 3:48,24 | Západní Německo (FRG) (Karin Seicková, Susanne Schusterová, Iris Zscherpeová, Ina Beyermannová)                                                      | 3:49,86 |
| 4×200 m volný způsob   | Východní Německo (GDR) (Kristin Ottová, Astrid Straußová, Cornelia Sirchová, Birgit Meinekeová)                                                                              | 8:02,27 | Západní Německo (FRG) (Jutta Kalweitová, Birgit Kowalcziková, Petra Zindlerová, Ina Beyermannová)                                    | 8:11,69 | Nizozemsko (NED) (Annemarie Verstappenová, Jolande van der Meerová, Regina de Jongová, Cornelia van Bentumová)                                       | 8:12,41 |
| 4×100 m polohový závod | Východní Německo (GDR) (Ina Kleberová, Ute Gewenigerová, Ines Geißlerová, Birgit Meinekeová, (r)Sylvia Geraschová)                                                           | 4:05,79 | Nizozemsko (NED) (Jolanda de Roverová, Petra van Staverenová, Annemarie Verstappenová, Cornelia van Bentumová, (r)Dirkje Reijersová) | 4:12,78 | Západní Německo (FRG) (Svenja Schlichtová, Ute Hasseová, Ina Beyermannová, Karin Seicková)                                                           | 4:13,25 |

## Medailová bilance
V plavání se rozdělilo celkem 30 sad medailí.
| Pořadí | Stát                                   |       | Muži    | Muži  | Muži  |         | Ženy  | Ženy  | Ženy    |       | Muži + Ženy | Muži + Ženy | Muži + Ženy | Celkem |
| Pořadí | Stát                                   | Zlato | Stříbro | Bronz | Zlato | Stříbro | Bronz | Zlato | Stříbro | Bronz |             |             |             | Celkem |
| ------ | -------------------------------------- | ----- | ------- | ----- | ----- | ------- | ----- | ----- | ------- | ----- | ----------- | ----------- | ----------- | ------ |
| 1.     | Východní Německo (GDR)                 |       | 1       | 5     | 3     |         | 15    | 12    | 0       |       | 16          | 17          | 3           | 36     |
| 2.     | Sovětský svaz (URS)                    |       | 6       | 2     | 4     |         | 0     | 0     | 4       |       | 6           | 2           | 8           | 16     |
| 3.     | Západní Německo (FRG)                  |       | 4       | 1     | 3     |         | 0     | 1     | 3       |       | 4           | 2           | 6           | 12     |
| 4.     | Itálie (ITA)                           |       | 2       | 0     | 2     |         | 0     | 0     | 1       |       | 2           | 0           | 3           | 5      |
| 5.     | Spojené království (GBR)               |       | 1       | 1     | 0     |         | 0     | 0     | 1       |       | 1           | 1           | 1           | 3      |
| 6.     | Švédsko (SWE)                          |       | 1       | 1     | 0     |         | 0     | 0     | 0       |       | 1           | 1           | 0           | 2      |
| 7.     | Nizozemsko (NED)                       |       | 0       | 0     | 0     |         | 0     | 2     | 4       |       | 0           | 2           | 4           | 6      |
| 8.     | Jugoslávie (YUG)                       |       | 0       | 2     | 1     |         | 0     | 0     | 0       |       | 0           | 2           | 1           | 3      |
| 9.     | Maďarská lidová republika (HUN)        |       | 0       | 2     | 0     |         | 0     | 0     | 0       |       | 0           | 2           | 0           | 2      |
| 10.    | Španělsko (ESP)                        |       | 0       | 1     | 0     |         | 0     | 0     | 0       |       | 0           | 1           | 0           | 1      |
| 11.    | Československo (TCH)                   |       | 0       | 0     | 2     |         | 0     | 0     | 0       |       | 0           | 0           | 2           | 2      |
| 12.    | Rumunská socialistická republika (ROU) |       | 0       | 0     | 0     |         | 0     | 0     | 1       |       | 0           | 0           | 1           | 1      |
| 12.    | Bulharská lidová republika (BUL)       |       | 0       | 0     | 0     |         | 0     | 0     | 1       |       | 0           | 0           | 1           | 1      |
| Celkem | Celkem                                 |       | 15      | 15    | 15    |         | 15    | 15    | 15      |       | 30          | 30          | 30          | 90     |